# Now That We’re Dead
«Now That We’re Dead» (с англ. — «Теперь, когда мы мертвы») — песня американской метал-группы Metallica. Четвёртый сингл с десятого студийного альбома Hardwired… to Self-Destruct (2016), выпущенный 18 апреля 2017 года на лейбле Blackened Recordings, через 5 месяцев после выпуска альбома. Впервые вживую песня была исполнена 11 января 2017 года на стадионе Gocheok Sky Dome в Сеуле, а позже, 15 мая 2017 года, на Позднем шоу со Стивеном Кольбером.

## Музыкальный клип
Первое музыкальное видео к этой песни было выпущено 16 ноября 2016 года, срежиссированно Herring & Herring и обработано Иеремием Брукартом. Второе музыкальное видео было выпущено 31 мая 2017 года и снято в Мехико Бреттом Мюрреем.

## Чарты
| Чарты (2016-17)                              | Высшая позиция |
| -------------------------------------------- | -------------- |
| Бельгия/Фландрия (Ultratip Bubbling Under)   | 48             |
| Canada Rock (Billboard)                      | 23             |
| Швеция (Sverigetopplistan)                   | 69             |
| США (Billboard Hot Rock & Alternative Songs) | 28             |
| США (Billboard Mainstream Rock)              | 2              |
| США (Billboard Rock & Alternative Airplay)   | 16             |

## Участники записи
- Джеймс Хетфилд — вокал, ритм-гитара, соло-гитара
- Кирк Хэмметт — соло-гитара
- Роберт Трухильо — бас-гитара
- Ларс Ульрих — барабаны